# Point plein arabe souscrit
Le point plein arabe souscrit ou la voyelle arabe point souscrit est une signe diacritique vocalique de l’alphabet arabe utilisé en Afrique de l’Ouest ou au Tchad notamment dans l’écriture du haoussa,  du soninké. Il n’est pas à confondre avec le point souscrit composant plusieurs lettres de consonnes arabes.

## Utilisation
Le point plein arabe souscrit représente une voyelle mi-fermée antérieure non arrondie [e] dans l’alphabet national tchadien, par exemple en maba dans le mot ‹ ݦٚرْلٚق › mberleg, « mangouste rayée ».
Au Mali, le point plein arabe souscrit représente une voyelle mi-fermée antérieure non arrondie [e] dans l’écriture du soninké avec l’ajami, cette voyelle est plutôt écrite avec la pointe de flèche souscrite vers la gauche au Sénégal.
Au Cameroun, le point plein arabe souscrit représente une voyelle mi-fermée antérieure non arrondie [e] dans l’écriture du fulfulde.

## Représentation informatique
Le point plein arabe souscrit peut être représenté avec le caractère U+065C Arabic vowel sign dot below (diacritique voelle arabe point souscrit).